# Djebahia
Djebahia (anciennement Laperrine durant la période de l'Algérie française) est une commune algérienne située dans la wilaya de Bouira, en Algérie, sur le massif du Djurdjura en Kabylie.

## Géographie

### Situation
Djebahia est situé à 20 km au nord-ouest du chef-lieu de la wilaya de Bouira et à environ 60 km du sud-est d'Alger.
| Kadiria                      | Aomar      | Aomar                 |
| Maala                        | Djebahia   | Aït Laziz             |
| Souk El Khemis et El Mokrani | Aïn Bessem | Aïn El Turc et Bouira |

### Villages et hameaux de Djebahia
Les différents lieux-dits de Djebahia sont : Aïn Laazra (Herchaoua), Aïn Oualbane, Aïn Chriki, Ben Haroun, Boulerbah, Dechra Lahguiat et Ouled Allal.

## Histoire

### Période romaine

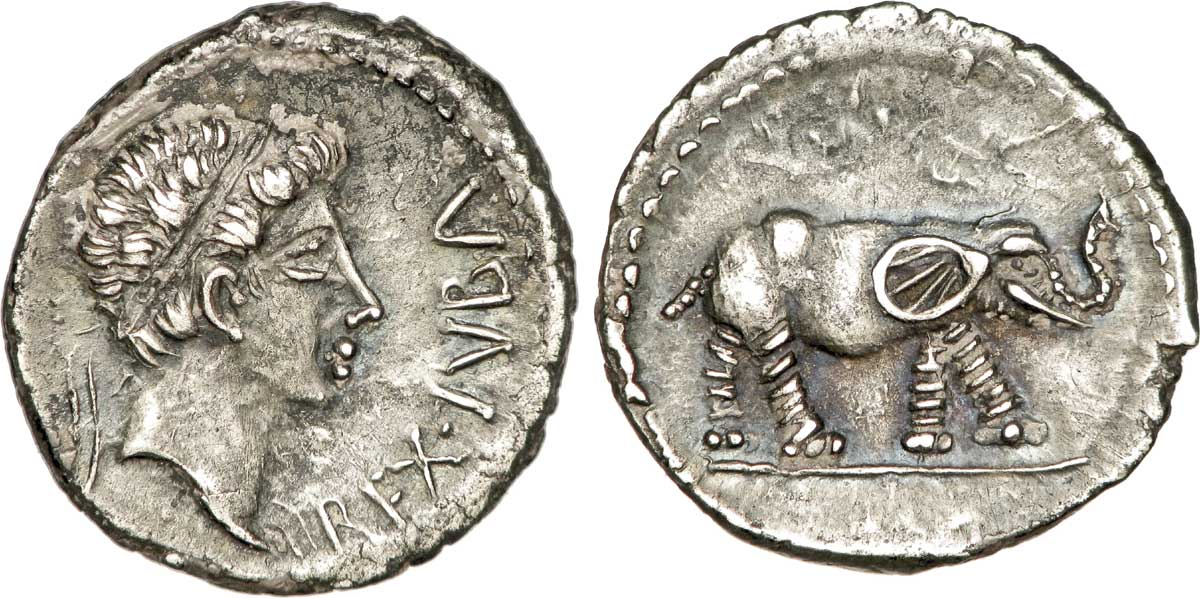
Pièce de monnaie à l'effigie de Juba II.

Dans les alentours du village de Ben Haroun, les Romains avaient installé un sanatorium pour leurs centurions blessés. En effet des pièces de monnaie romaines ont été trouvées en contrebas de Ben Haroun, Djebahia était donc un lieu de passage des centurions pour se rendre à Auzea, où a eu lieu la dernière bataille de Tacfarinas avant d'y mourir.

### Période ottomane
Il n’existe ni repères ni vestiges pour témoigner de la présence des Ottomans à Djebahia. L’endroit portait juste le nom de Draâ Lebghal (col des Mulets) et servait de halte aux caravanes turques chargées des produits de l’impôt ramenés de Fort Hamza. C'est à cette halte qui se situait entre Ben Haroun et le centre de Djebahia que les janissaires se divisaient pour rejoindre Aïn Bessem et le Titteri ou pour continuer vers Fort Hamza et les Bibans.
À l'est de Djebahia, la commune limitrophe de Aïn El Turc était un lieu de repos des janissaires qui assuraient la liaison entre Alger et Constantine où était établi Ahmed Bey.

## Démographie
| 2008   | 2017   |
| ------ | ------ |
| 15 592 | 17 842 |

## Économie

### Eau minérale Ben Haroun
Le village de Ben Haroun situé à 4 kilomètres du centre-ville abrite dans ses souterrains la source d'eau minérale Ben Haroun.

## Infrastructures routières et transports
La commune est traversée par la route nationale 25 reliant Aïn Bessem à Dellys ainsi que par l'Autoroute A2. Il existe également un projet d'autoroute reliant Bouira à Tizi Ouzou. La pénétrante de Tizi Ouzou reliera la ville de Tizi Ouzou à l'Autoroute A2 au niveau de l'échangeur de Djebahia (wilaya de Bouira).

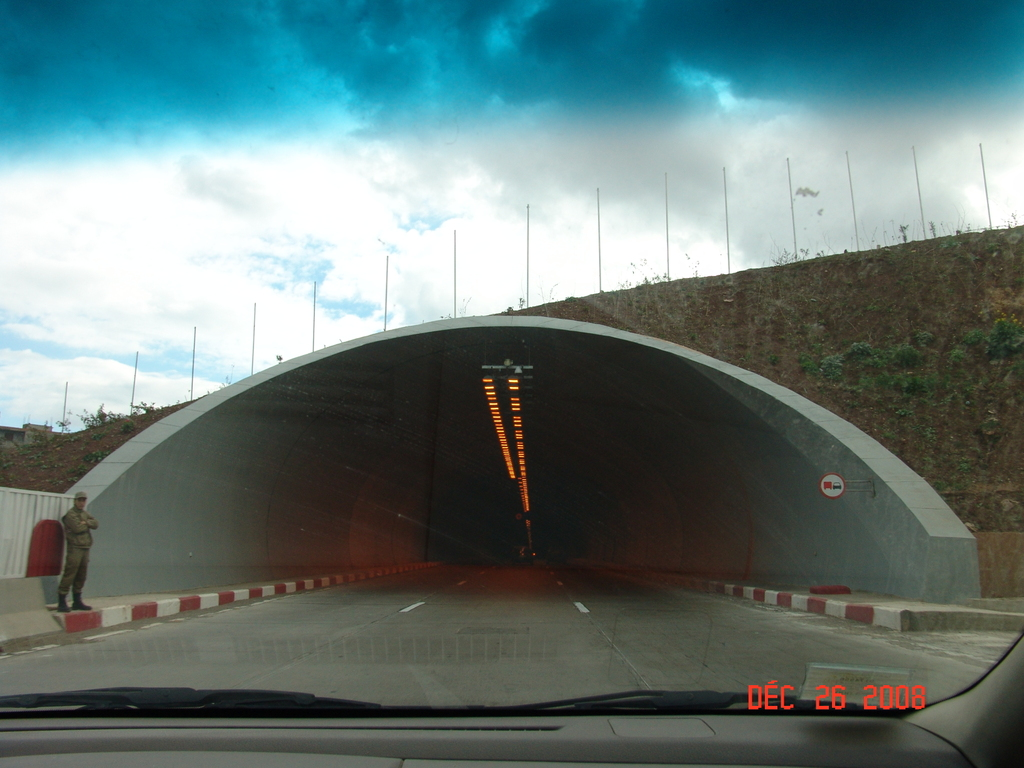
Tunnel de Djebahia

La ville de Djebahia n'est pas très bien desservie en matière de transport en commun. La gare d'Aomar (ligne Alger-Skikda) est la gare la plus proche à 5 km au nord de la commune. Des compagnies de bus privés relient Djebahia à Aomar.